# Pteruthius
Pteruthius Swainson, 1832 è un genere di uccelli passeriformi della famiglia Vireonidae.

## Tassonomia
Comprende le seguenti specie e sottospecie:
- Pteruthius rufiventer Blyth, 1842
  - P. r. rufiventer Blyth, 1842
  - P. r. delacouri Mayr, 1941

- Pteruthius flaviscapis (Temminck, 1836)

- Pteruthius ripleyi Biswas, 1960

- Pteruthius aeralatus Blyth, 1855
  - P. a. validirostris Koelz, 1951
  - P. a. ricketti Ogilvie-Grant, 1904
  - P. a. aeralatus Blyth, 1855
  - P. a. schauenseei Deignan, 1946
  - P. a. cameranoi Salvadori, 1879
  - P. a. robinsoni Chasen & Kloss, 1931

- Pteruthius annamensis Robinson & Kloss, 1919

- Pteruthius xanthochlorus Gray, JE & Gray, GR, 1847
  - P. x. occidentalis Harington, 1913
  - P. x. xanthochlorus Gray, JE & Gray, GR, 1847
  - P. x. hybrida Harington, 1913
  - P. x. pallidus (David, 1871)

- Pteruthius melanotis Hodgson, 1847
  - P. m. melanotis Hodgson, 1847
  - P. m. tahanensis Hartert, 1902

- Pteruthius aenobarbus (Temminck, 1836)

- Pteruthius intermedius (Hume, 1877)
  - P. i. intermedius (Hume, 1877)
  - P. i. aenobarbulus Koelz, 1954